# DNCE
DNCE ist eine US-amerikanische Pop-Rock-Band, die 2015 gegründet wurde. Sie besteht aus Joe Jonas, Jack Lawless, Cole Whittle und JinJoo Lee und steht bei Republic Records unter Vertrag. Die Debütsingle Cake by the Ocean wurde am 18. September 2015 veröffentlicht und erreichte Platz 9 der US-Charts.

## Karriere
Joe Jonas wurde bekannt als Mitglied der Jonas Brothers, eine Pop-Rock-Band, die mit ihrer Musik und Schauspielerei Erfolg hatte. Die Band veröffentlichte zwischen 2006 und 2009 vier Studioalben, die insgesamt über 17 Millionen Mal verkauft wurden. Nachdem sich die Jonas Brothers als Band auflösten, veröffentlichte Jonas im Jahr 2010 ein Soloalbum, Fastlife. Obwohl die Jonas Brothers 2013 ihr fünftes Studioalbum aufnahmen, wurde dieses nie veröffentlicht.
Jack Lawless traf Jonas erstmals, als dieser bei der Marvelous Party Tour der Jonas Brothers im Jahr 2007 Schlagzeug spielte. Lawless und Jonas freundeten sich an und Lawless trat mit Jonas’ Band bei weiteren Tourneen auf. 2010 wurde Lawless der Schlagzeuger der Band Ocean Grove, welche ihre erste EP 2011 veröffentlichte.
Cole Whittle erlangte Bekanntheit als Bassgitarrist der Band Semi Precious Weapons. Die Band veröffentlichte bis zu ihrem letzten Album im Jahr 2014 drei Studioalben. JinJoo Lee war ebenfalls bereits mit den Jonas Brothers auf Tournee und spielte dabei Gitarre. Sie war von 2010 bis 2011 Mitglied der Band, die mit CeeLo Green auf Tournee war, und arbeitete später mit Charli XCX zusammen.
Die Idee, die Band DNCE zu gründen, hatten Jonas und Lawless erstmals, als sie für einige Zeit zusammen wohnten, jedoch wurde sie zunächst nicht realisiert, da beide sehr beschäftigt mit ihren eigenen Projekten waren. 2015 gründeten Jonas, Lawless und Lee offiziell die Band DNCE und begannen kurz darauf, an ihrem ersten Studioalbum zu arbeiten. Obwohl die Aufnahmen bereits begonnen hatten, suchte die Band nach einem vierten Mitglied.
Jonas arbeitete für das erste Album von DNCE mit Justin Tranter, dem Songwriter von Semi Precious Weapons, zusammen. Dadurch lernten sich Jonas und Whittle kennen, freundeten sich an und Whittle wurde kurz darauf das vierte Mitglied der Band. Die Band wählte den Namen DNCE, nachdem sie ein Lied schrieben, welches davon handelt, dass jemand zu betrunken ist, um das Wort „dance“ richtig auszusprechen. Lee fügte später hinzu, dass man, wie der Name der Band zeigt, nicht der perfekte Tänzer sein muss, wenn man tanzen möchte.
Die Band hatte mehrere geheime Konzerte in New York, um für ihre erste Tournee und weitere Auftritte zu proben.
Im September meldete sich DNCE auf Instagram an, wo Jonas am 10. September die erste Vorschau für die Band veröffentlichte.
Die Band veröffentlichte ihre Debütsingle Cake by the Ocean, die sich in verschiedenen Ländern in den Charts platzieren konnte, am 18. September 2015. Am 23. Oktober 2015 erschien die erste EP der Band, SWAAY. Sie enthielt vier Lieder und erhielt überwiegend positive Kritik. Im November 2015 kündigte die Band eine Tournee mit 14 Konzerten an, die den Titel Greatest Tour Ever trägt. Alle 14 Konzerte der Tournee waren ausverkauft. Die Tournee bekam positive Rückmeldungen und die Band spielte neben den bereits veröffentlichten auch unveröffentlichte Lieder und Cover von Klassikern.
Ende Januar 2016 wirkte DNCE bei Grease: Live mit.
Das erste Studioalbum der Band erschien am 18. November 2016 bei Republic Records. Es heißt schlicht DNCE und enthält drei Titel von der Debüt-EP und elf neue Stücke.
Am 25. Februar 2022 veröffentlichten sie mit Kygo die gemeinsame Single Dancing Feet.

## Diskografie

### Studioalben
| Jahr | Titel | Höchstplatzierung, Gesamtwochen, AuszeichnungChartplatzierungen (Jahr, Titel, Platzierungen, Wochen, Auszeichnungen, Anmerkungen) | Höchstplatzierung, Gesamtwochen, AuszeichnungChartplatzierungen (Jahr, Titel, Platzierungen, Wochen, Auszeichnungen, Anmerkungen) | Höchstplatzierung, Gesamtwochen, AuszeichnungChartplatzierungen (Jahr, Titel, Platzierungen, Wochen, Auszeichnungen, Anmerkungen) | Höchstplatzierung, Gesamtwochen, AuszeichnungChartplatzierungen (Jahr, Titel, Platzierungen, Wochen, Auszeichnungen, Anmerkungen) | Höchstplatzierung, Gesamtwochen, AuszeichnungChartplatzierungen (Jahr, Titel, Platzierungen, Wochen, Auszeichnungen, Anmerkungen) | Anmerkungen                             |
| Jahr | Titel | DE | AT | CH | UK | US | Anmerkungen                             |
| ---- | ----- | --- | --- | --- | --- | --- | --------------------------------------- |
| 2016 | DNCE  | — | — | CH89 (1 Wo.)CH | UK48 (1 Wo.)UK | US17 Gold · (5 Wo.)US | Erstveröffentlichung: 18. November 2016 |

### EPs
| Jahr | Titel | Höchstplatzierung, Gesamtwochen, AuszeichnungChartplatzierungen (Jahr, Titel, Platzierungen, Wochen, Auszeichnungen, Anmerkungen) | Höchstplatzierung, Gesamtwochen, AuszeichnungChartplatzierungen (Jahr, Titel, Platzierungen, Wochen, Auszeichnungen, Anmerkungen) | Höchstplatzierung, Gesamtwochen, AuszeichnungChartplatzierungen (Jahr, Titel, Platzierungen, Wochen, Auszeichnungen, Anmerkungen) | Höchstplatzierung, Gesamtwochen, AuszeichnungChartplatzierungen (Jahr, Titel, Platzierungen, Wochen, Auszeichnungen, Anmerkungen) | Höchstplatzierung, Gesamtwochen, AuszeichnungChartplatzierungen (Jahr, Titel, Platzierungen, Wochen, Auszeichnungen, Anmerkungen) | Anmerkungen                            |
| Jahr | Titel | DE | AT | CH | UK | US | Anmerkungen                            |
| ---- | ----- | --- | --- | --- | --- | --- | -------------------------------------- |
| 2015 | SWAAY | — | — | — | — | US39 (41 Wo.)US | Erstveröffentlichung: 23. Oktober 2015 |

### Singles
| Jahr | Titel Album                      | Höchstplatzierung, Gesamtwochen, AuszeichnungChartplatzierungen (Jahr, Titel, Album, Platzierungen, Wochen, Auszeichnungen, Anmerkungen) | Höchstplatzierung, Gesamtwochen, AuszeichnungChartplatzierungen (Jahr, Titel, Album, Platzierungen, Wochen, Auszeichnungen, Anmerkungen) | Höchstplatzierung, Gesamtwochen, AuszeichnungChartplatzierungen (Jahr, Titel, Album, Platzierungen, Wochen, Auszeichnungen, Anmerkungen) | Höchstplatzierung, Gesamtwochen, AuszeichnungChartplatzierungen (Jahr, Titel, Album, Platzierungen, Wochen, Auszeichnungen, Anmerkungen) | Höchstplatzierung, Gesamtwochen, AuszeichnungChartplatzierungen (Jahr, Titel, Album, Platzierungen, Wochen, Auszeichnungen, Anmerkungen) | Anmerkungen                                            |
| Jahr | Titel Album                      | DE | AT | CH | UK | US | Anmerkungen                                            |
| ---- | -------------------------------- | --- | --- | --- | --- | --- | ------------------------------------------------------ |
| 2015 | Cake by the Ocean SWAAY / DNCE   | DE6 Platin · (29 Wo.)DE | AT5 (29 Wo.)AT | CH13 (36 Wo.)CH | UK4 ×3Dreifachplatin · (42 Wo.)UK | US9 ×5Fünffachplatin · (46 Wo.)US | Erstveröffentlichung: 18. September 2015               |
| 2016 | Toothbrush SWAAY / DNCE          | — | — | — | UK49 Silber · (11 Wo.)UK | US44 Platin · (10 Wo.)US | Erstveröffentlichung: 17. Mai 2016                     |
| 2016 | Body Moves DNCE                  | — | — | — | UK99 (1 Wo.)UK | — | Erstveröffentlichung: 30. September 2016               |
| 2017 | Kissing Strangers –              | — | — | — | — | — | Erstveröffentlichung: 14. April 2017 feat. Nicki Minaj |
| 2018 | Dance –                          | — | — | — | — | — | Erstveröffentlichung: 26. Januar 2018                  |
| 2022 | Dancing Feet Thrill of the Chase | DE— aDE | AT— GoldAT | CH60 (1 Wo.)CH | — | — | Erstveröffentlichung: 25. Februar 2022 Kygo feat. DNCE |

Als Gastmusiker
- 2016: Rock Bottom (Hailee Steinfeld feat. DNCE, US: Platin)
- 2017: Da Ya Think I’m Sexy? (Remix) (Rod Stewart feat. DNCE)
- 2018: Hands Up (Merk & Kremont feat. DNCE)

## Auszeichnungen für Musikverkäufe
| Goldene Schallplatte - Australien - 2016: für die Single Toothbrush - Brasilien - 2017: für das Album DNCE - 2024: für die Single Body Moves - 2024: für die Single Rock Bottom - 2024: für die Single Kissing Strangers - Dänemark - 2020: für das Album DNCE - Kanada - 2017: für die Single Rock Bottom - 2022: für die Single Dancing Feet - Mexiko - 2016: für das Album DNCE - Neuseeland - 2019: für die Single Toothbrush - 2019: für das Lied Truthfully - Polen - 2024: für das Album DNCE - Schweden - 2023: für die Single Dancing Feet - Singapur - 2019: für das Album DNCE | Platin-Schallplatte - Australien - 2019: für die Single Rock Bottom - 2022: für das Lied Swaay - Belgien - 2016: für die Single Cake by the Ocean - Brasilien - 2024: für die Single Toothbrush - Frankreich - 2017: für die Single Cake by the Ocean - Italien - 2017: für die Single Kissing Strangers - 2019: für die Single Hands Up - Neuseeland - 2019: für die Single Rock Bottom - 2022: für das Album DNCE - Niederlande - 2016: für die Single Cake by the Ocean - Portugal - 2019: für die Single Cake by the Ocean - Ungarn - 2023: für die Single Dancing Feet | 2× Platin-Schallplatte - Dänemark - 2023: für die Single Cake by the Ocean - Kolumbien - 2017: für das Album DNCE - Philippinen - 2017: für das Album DNCE - Polen - 2016: für die Single Cake by the Ocean - Spanien - 2016: für die Single Cake by the Ocean 3× Platin-Schallplatte - Schweden - 2016: für die Single Cake by the Ocean 4× Platin-Schallplatte - Italien - 2017: für die Single Cake by the Ocean 5× Platin-Schallplatte - Neuseeland - 2024: für die Single Cake by the Ocean 7× Platin-Schallplatte - Australien - 2022: für die Single Cake by the Ocean 9× Platin-Schallplatte - Kanada - 2022: für die Single Cake by the Ocean 2× Diamantene Schallplatte - Brasilien - 2024: für die Single Cake by the Ocean |

Anmerkung: Auszeichnungen in Ländern aus den Charttabellen bzw. Chartboxen sind in ebendiesen zu finden.
| Land/RegionAuszeichnungen für Musikverkäufe (Land/Region, Auszeichnungen, Verkäufe, Quellen) | Silber  | Gold       | Platin       | Diamant     | Verkäufe  | Quellen              |
| -------------------------------------------------------------------------------------------- | ------- | ---------- | ------------ | ----------- | --------- | -------------------- |
| Australien (ARIA)                                                                            | —       | Gold1      | 9× Platin9   | —           | 665.000   | aria.com.au          |
| Belgien (BRMA)                                                                               | —       | —          | Platin1      | —           | 30.000    | ultratop.be          |
| Brasilien (PMB)                                                                              | —       | 4× Gold4   | Platin1      | 2× Diamant2 | 540.000   | pro-musicabr.org.br  |
| Dänemark (IFPI)                                                                              | —       | Gold1      | 2× Platin2   | —           | 190.000   | ifpi.dk              |
| Deutschland (BVMI)                                                                           | —       | —          | Platin1      | —           | 400.000   | musikindustrie.de    |
| Frankreich (SNEP)                                                                            | —       | —          | Platin1      | —           | 133.333   | snepmusique.com      |
| Italien (FIMI)                                                                               | —       | —          | 6× Platin6   | —           | 300.000   | fimi.it              |
| Kanada (MC)                                                                                  | —       | 2× Gold2   | 9× Platin9   | —           | 800.000   | musiccanada.com      |
| Kolumbien (ASINCOL)                                                                          | —       | —          | 2× Platin2   | —           | 20.000    | Einzelnachweise      |
| Mexiko (AMPROFON)                                                                            | —       | Gold1      | —            | —           | 30.000    | amprofon.com.mx      |
| Neuseeland (RMNZ)                                                                            | —       | 2× Gold2   | 7× Platin7   | —           | 225.000   | radioscope.co.nz NZ2 |
| Niederlande (NVPI)                                                                           | —       | —          | Platin1      | —           | 40.000    | nvpi.nl              |
| Österreich (IFPI)                                                                            | —       | Gold1      | —            | —           | 15.000    | ifpi.at              |
| Philippinen (PARI)                                                                           | —       | —          | 2× Platin2   | —           | 30.000    | Einzelnachweise      |
| Polen (ZPAV)                                                                                 | —       | Gold1      | 2× Platin2   | —           | 50.000    | olis.pl              |
| Portugal (AFP)                                                                               | —       | —          | Platin1      | —           | 10.000    | Einzelnachweise      |
| Schweden (IFPI)                                                                              | —       | Gold1      | 3× Platin3   | —           | 160.000   | sverigetopplistan.se |
| Singapur (RIAS)                                                                              | —       | Gold1      | —            | —           | 5.000     | rias.org.sg          |
| Spanien (Promusicae)                                                                         | —       | —          | 2× Platin2   | —           | 80.000    | elportaldemusica.es  |
| Ungarn (MAHASZ)                                                                              | —       | —          | Platin1      | —           | 4.000     | slagerlistak.hu      |
| Vereinigte Staaten (RIAA)                                                                    | —       | Gold1      | 7× Platin7   | —           | 7.500.000 | riaa.com             |
| Vereinigtes Königreich (BPI)                                                                 | Silber1 | —          | 3× Platin3   | —           | 2.000.000 | bpi.co.uk            |
| Insgesamt                                                                                    | Silber1 | 16× Gold16 | 61× Platin61 | 2× Diamant2 |           |                      |

## Tourneen
- 2015: Greatest Tour Ever Tour
- 2016: The Greatest Euro Tour Ever Tour

Als Vorgruppe
- 2016: Revival Tour (Selena Gomez)